# Pepita Neri
Ricarda Centenas, también conocida como Pepita Neri o Benita Vardera, fue una coronela de la Revolución Mexicana del bando de Emiliano Zapata, conocida por su crueldad y uso de la violencia.

## Biografía
Ricarda Cetenas nació en el Distrito Federal y se casó en 1905. Sin embargo, debido a la pobreza, planificó la muerte de su esposo. Pasado un tiempo y después del escándalo, apareció en los estados del sur apoyando al movimiento revolucionario zapatista con el nombre de Benita Vardera y de Pepita Neri.
Participó en varios asaltos revolucionarios a distintas haciendas, especialmente en Cuautla, en donde cobró fama por su crueldad y sadismo para cometer asesinatos. Después de la toma de Chietla, asesinó al prefecto Ángel Andonegui, quien anteriormente la había perseguido. También intervino el 11 de agosto de 1912 en el asalto del tren de Ticumán, en el que asesinaron a varios agentes federales y periodistas.
No hay certeza acerca de sus últimos días, ya que hay versiones que señalan que vivió en Morelos y otras que falleció de edad avanzada en Chiautla, haciéndose llamar Josefa.